# Абрамково (Смоленская область)
Абрамково — деревня в Смоленской области России, в Смоленском районе. По состоянию на 2007 год постоянного населения не имеет. Расположена в западной части области в 20 км к северу от г. Смоленска, в 5 км западнее автодороги Смоленск — Холм — Демидов, на берегу реки Сосенка.
Входит в состав Стабенского сельского поселения.

## Достопримечательности
- Памятник археологии: городище тушемлинских племён в 0,25 км южнее деревни. Вторично использовалось древнерусским населением в XII — XIII веках.